# Велико-Тарама
Велико-Тарама, Велі-Тарама — річка в Україні у Волноваському й Нікольському районах Донецької області. Ліва притока річки Кальчика (басейн Азовського моря).

## Опис
Довжина річки 21 км, похил річки 5,8 м/км , площа басейну водозбіру 119 км , найкоротша відстань між витоком і гирлом — 20,24  км, коефіцієнт звивистості річки — 1,04 . Формується багатьма балками та загатами.

## Розташування
Бере початок на північно-західній стороні від села Стрітенка. Тече переважно на південний захід через села Лазарівку, Калинове, Знаменівку, Сонячне і на південно-східній стороні від села Малоянисоль впадає у річку Кальчик, праву притоку річки Кальміусу.

## Цікаві факти
- На лівому березі річки біля села Калинове розташований ботанічний заказник Знаменівська балка[3].
- У XX столітті на річці існували молочно-тваринна ферма (МТФ), водокачки, водосховища та багато газових свердловин[2].